# Éclipse solaire du 1er septembre 2016
Une éclipse solaire annulaire a eu lieu le jeudi 1er septembre 2016, c'est la 12e éclipse annulaire du XXIe siècle.

## Parcours

Trajectoire de l'éclipse sur la Terre.

Commençant au milieu de l'Atlantique, cette éclipse traversa toute l'Afrique équatoriale, atteignant le Gabon seulement 110 kilomètres plus loin au sud de la zone touchée par l'éclipse de 2013, passant ensuite par la république du Congo, la république démocratique du Congo, le sud de la Tanzanie et le nord du Mozambique. 

Elle passa par le nord de Madagascar, puis la majeure partie (sud et centre) de l'île de La Réunion fut touchée par la zone nord de la bande annulaire (le maximum de l'éclipse annulaire à 10 h 10 TU à Saint-Pierre de la Réunion), pour finir dans l'océan Indien.
L'Observatoire de la dynamique solaire (SDO), en orbite autour de la Terre, a assisté au double passage de la Terre et de la Lune devant le Soleil, la Terre éclipsant elle-même la Lune pendant une partie de l'événement.

## Images

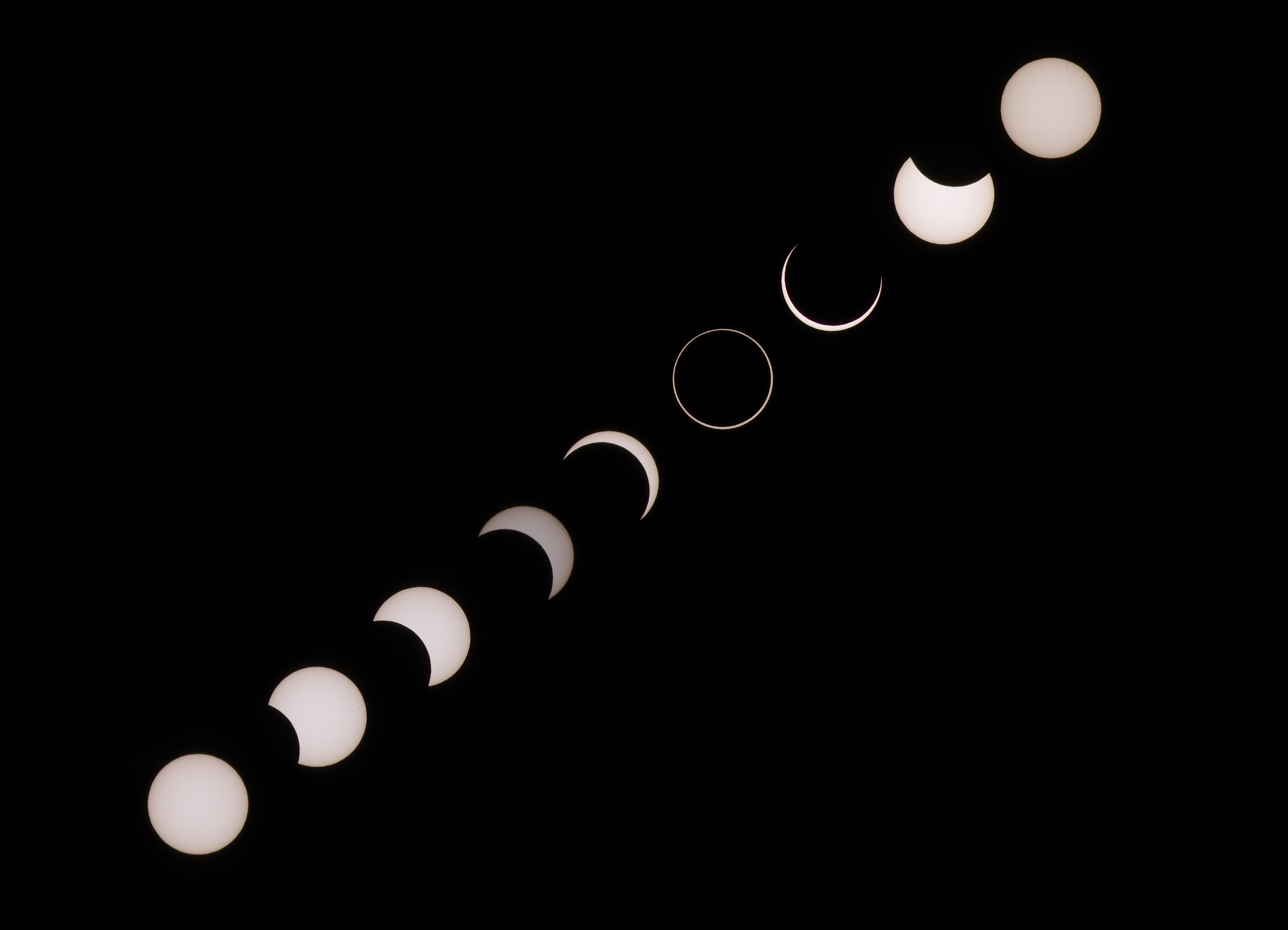
Composition des phases de l'éclipse annulaire de Soleil du 1 septembre 2016 depuis l'Étang-Salé (île de la Réunion).